# Heringsdorf (Meclemburgo-Pomerania Anteriore)
Heringsdorf è una località balneare tedesca sull'isola di Usedom, nel Mar Baltico. Importante località balneare, si fregia del titolo di Ostseebad Heringsdorf e appartiene al circondario (Landkreis) della Pomerania Anteriore-Greifswald, nel Meclemburgo-Pomerania Anteriore. Il complesso è nato dalla mania dei bagni di mare della metà del XIX secolo e comprende una serie di chalet e ville nello stile della Bäderarchitektur. La località è famosa per le sue spiagge e le sue dune.

## Geografia
Heringsdorf si trova sul lato orientale dell'isola di Usedom, al confine con la parte polacca dell'isola, tra il Mar Baltico a nord-est e i laghi Schmollensee e Gothensee a sud-ovest e il Wolgastsee a sud.

## Infrastrutture e trasporti
La città è servita dall'Aeroporto di Heringsdorf.

## Amministrazione
Il comune è nato dalla fusione dei comuni di Ahlbeck, Bansin e Heringsdorf. Al 31 dicembre 2010 contava 9 363 abitanti. Le sue località sono le seguenti: Ahlbeck, Bansin, Bansin Dorf, Heringsdorf, Gothen, Alt Sallenthin e Neu Sallenthin e Sellin.

### Gemellaggi
Heringsdorf è gemellata con:
- Beckum
- Folgaria
- Grodków
- La Celle-Saint-Cloud
- Tolkmicko
- Świnoujście

Heringsdorf intrattiene "buoni contatti" con:
- Gerba
- Marocco

## Galleria d'immagini

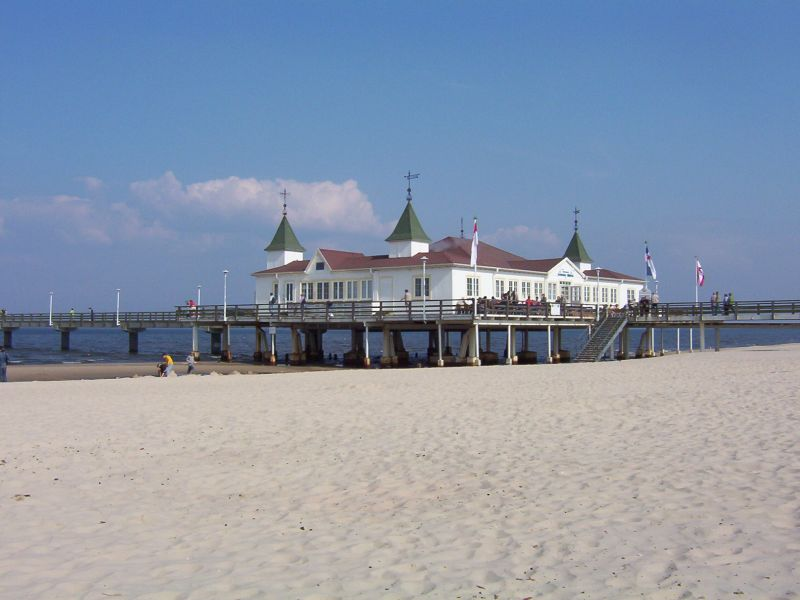
Ahlbeck pier
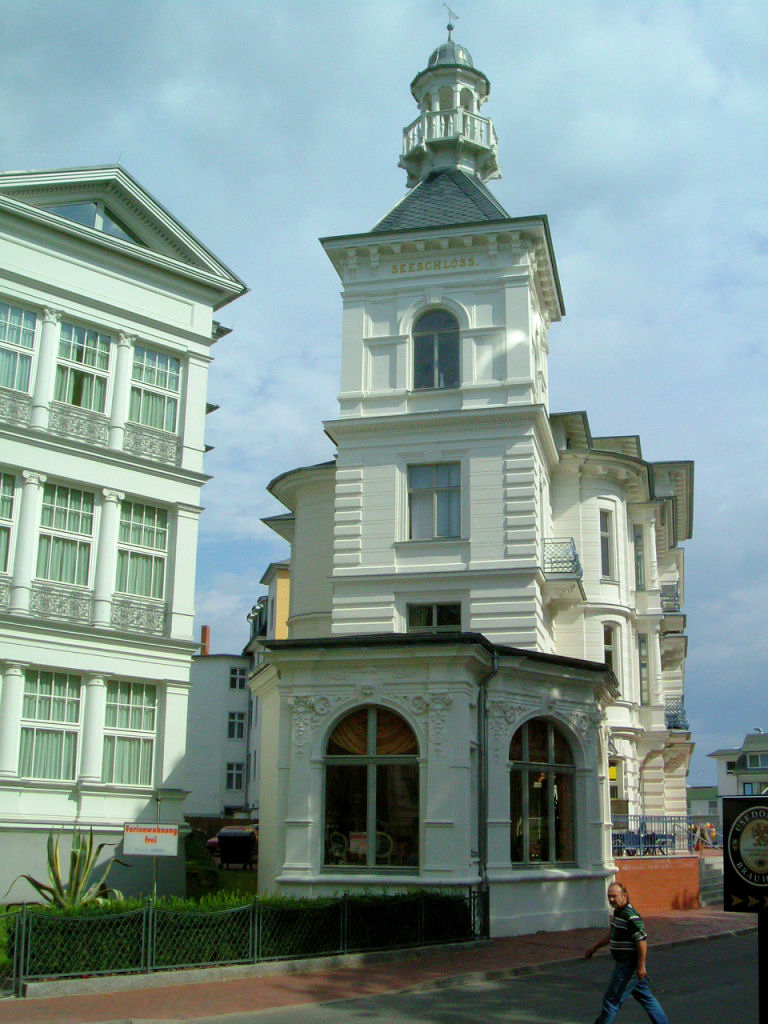
Esempio di Bäderarchitektur nel cosiddetto Castello di Mare
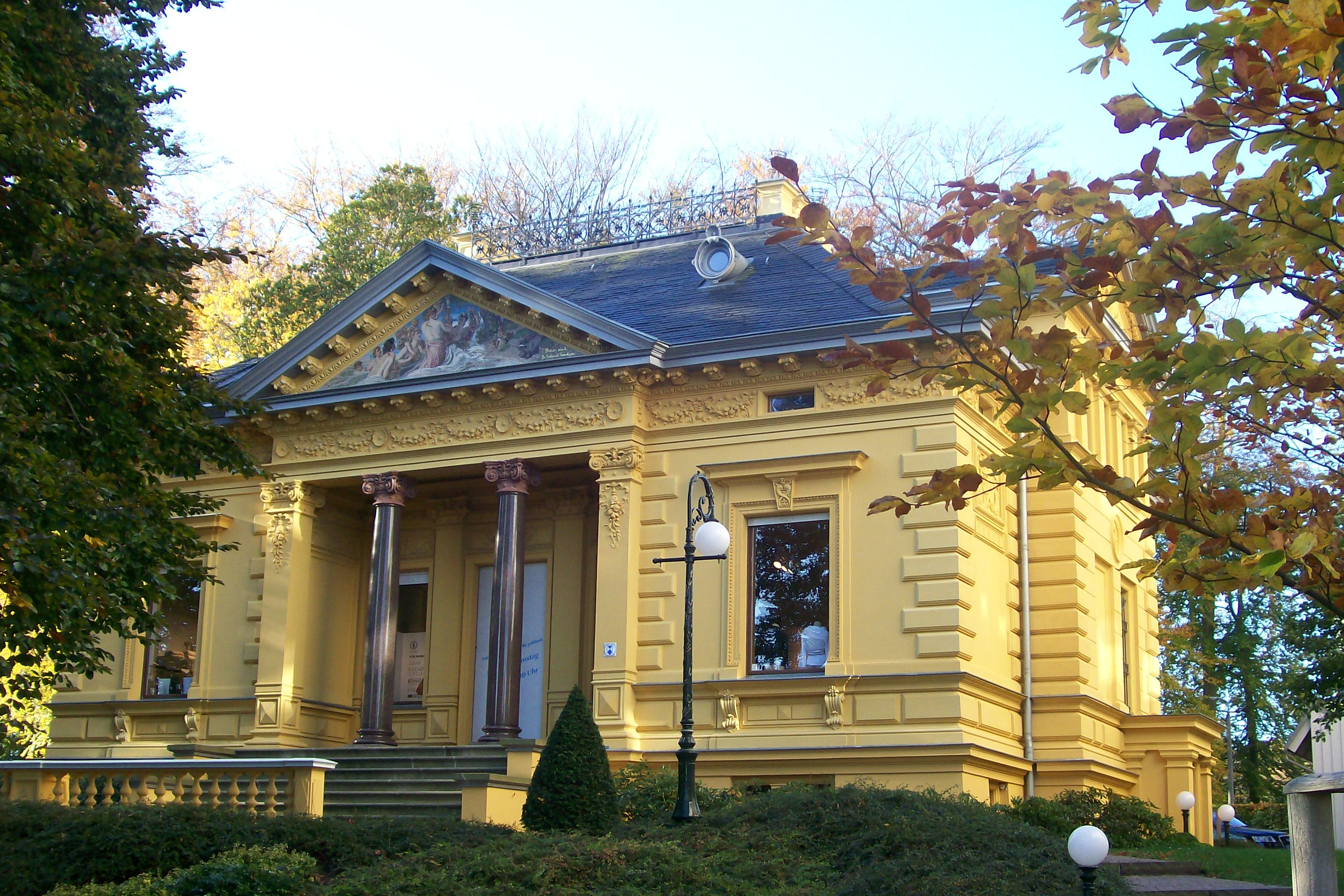
Villa Oechsler, costruita nel 1883, con mosaici di Antonio Salviati
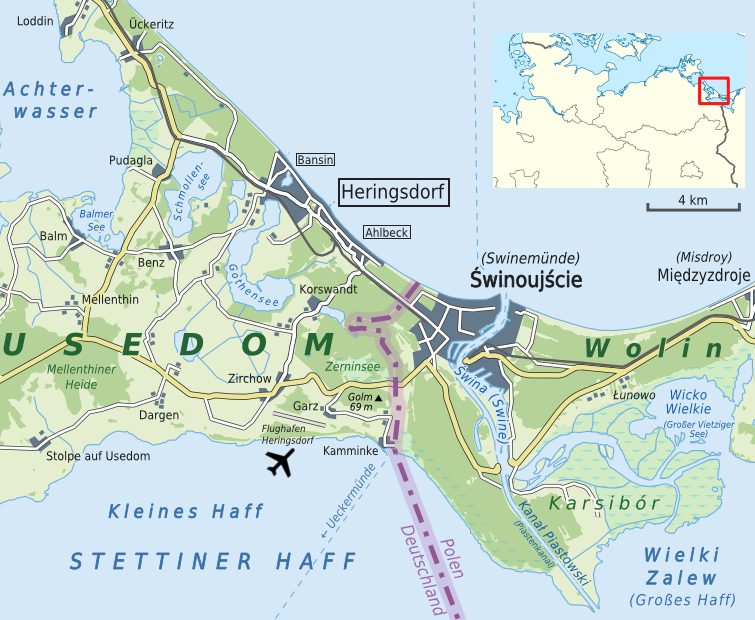
Mappa di Heringsdorf con i distretti balneari di Ahlbeck e Bansin e la vicina città di Swinemünde / Świnoujście in Polonia